# Агломерация Сан-Паулу (мезорегион)

Агломерация Сан-Паулу на карте.

Агломерация Сан-Паулу (порт. Mesorregião Metropolitana de São Paulo) — административно-статистический мезорегион в Бразилии, входит в штат Сан-Паулу. Население составляет 21 154 988 человек (на 2010 год). Площадь — 9 299,192 км². Плотность населения — 2274,93 чел./км².

## Демография
Согласно сведениям, собранным в ходе переписи 2010 г. Национальным институтом географии и статистики (IBGE), население мезорегиона составляет:
| Полное население                            | Полное население                            | Полное население                            | Полное население                            | 21 154 988 |
| ------------------------------------------- | ------------------------------------------- | ------------------------------------------- | ------------------------------------------- | ---------- |
| в том числе:                                | Городское население                         | 20 928 125                                  | Процент городского населения, %             | 98,93      |
|                                             | Сельское население                          | 226 863                                     | Процент сельского населения, %              | 1,07       |
|                                             | Мужское население                           | 10 135 876                                  | Процент мужского населения, %               | 47,91      |
|                                             | Женское население                           | 11 019 112                                  | Процент женского населения, %               | 52,09      |
| Плотность населения, чел/км²                | Плотность населения, чел/км²                | Плотность населения, чел/км²                | Плотность населения, чел/км²                | 2274,93    |
| Население мезорегиона в % к населению штата | Население мезорегиона в % к населению штата | Население мезорегиона в % к населению штата | Население мезорегиона в % к населению штата | 51,27      |

## Статистика
- Валовой внутренний продукт на 2003 составляет 261 988 223 196,00 реалов (данные: Бразильский институт географии и статистики).
- Валовой внутренний продукт на душу населения на 2003 составляет 12 911,99 реалов (данные: Бразильский институт географии и статистики).
- Индекс развития человеческого потенциала на 2000 составляет 0,823 (данные: Программа развития ООН).

## Состав мезорегиона
В мезорегион входят следующие микрорегионы:
1. Франку-да-Роша
2. Гуарульюс
3. Итапесерика-да-Серра
4. Можи-дас-Крузис
5. Озаску
6. Сантус
7. Сан-Паулу